# Cérémonie d'ouverture des Jeux paralympiques d'été de 2024
La cérémonie d'ouverture des Jeux paralympiques d'été de 2024 a lieu dans la soirée du 28 août 2024 sur la place de la Concorde à Paris. C'est la première fois qu'une cérémonie d'ouverture des Jeux paralympiques a lieu hors d'un stade.

## Contexte
Différents lieux avaient été évoqués pour l'organisation de cette cérémonie d'ouverture.
Annoncée au grand public le 20 octobre 2022, la cérémonie d'ouverture des Jeux paralympiques d'été de 2024 se déroule entre les Champs-Élysées et la place de la Concorde. Thomas Jolly, déjà chargé de la direction artistique de la cérémonie olympique, est nommé pour s'occuper également de cette cérémonie. Il confie la scénographie et la chorégraphie à Alexander Ekman.

## Préparatifs
La place est déjà équipée de tribunes provisoires installées quelques semaines plus tôt pour les épreuves de skateboard, breakdance, BMX, basket 3X3 sur la place.
Le COJOP annonce que 35 000 places payantes sont prévues en tribune sur la place de la Concorde, mais 30 000 sont en libre accès en bas des Champs-Élysées ce qui fait un total de 65 000 places.

## Déroulement
Tout comme la cérémonie d'ouverture des Jeux olympiques d'été de 2024, l'événement était divisé en parties préenregistrées et en direct.
La cérémonie débute par un court métrage mettant en vedette le nageur et médaillé paralympique Théo Curin, surpris par un taxi rempli de phryges en peluche, les mascottes paralympiques. De là, il prend le volant et discute avec des para-athlètes en direction de la Place de la Concorde,.
140 danseurs en costumes représentent la dure routine de la vie quotidienne, qui est bientôt éclipsée par seize danseurs handicapés vêtus de vêtements légers et vivants, apportant art, enthousiasme et inclusion.
Au son de la chanson Non, je ne regrette rien, popularisée par Édith Piaf, les avions de la patrouille de France ont coloré le ciel de la place de la Concorde, formant le drapeau de la France.
Peu après, les 168 délégations défilent sur la place. La délégation afghane ouvre le défilé, toutes les autres délégations entrant ensuite dans l'ordre selon l'ordre de l'alphabet français. L'équipe de France est la dernière à défiler, précédée par les Etats-Unis et l'Australie.  
Après l'entrée de la délégation française, les danseurs remontent sur la scène de la Place de la Concorde. Avec un spectacle exaltant l’acceptation de l'autre, les acteurs mettent en valeur l’unité de la société. Ensuite, un orchestre local joue et chante l'hymne national français.
Après les discours officiels du comité d'organisation des Jeux olympiques et paralympiques de Paris 2024 et du Comité international paralympique, le dernier relais de la flamme a lieu. Accompagnés de danseurs portant des flambeaux communs, douze athlètes choisis ont participé à ce dernier moment, dont Oksana Masters, l'une des victimes de l'accident nucléaire de Tchernobyl et détentrice de dix-sept médailles paralympiques. La flamme atteint la place de la Concorde au son du Boléro de Ravel,.
Peu de temps après, la flamme est emmenée par d'autres athlètes au jardin des Tuileries, où un groupe de cinq para-athlètes, Alexis Hanquinquant, Nantenin Keïta, Charles-Antoine Kouakou, Elodie Lorandi et Fabien Lamirault, enflamment la vasque montée sur montgolfière, qui monte dans le ciel de Paris,.

### En images

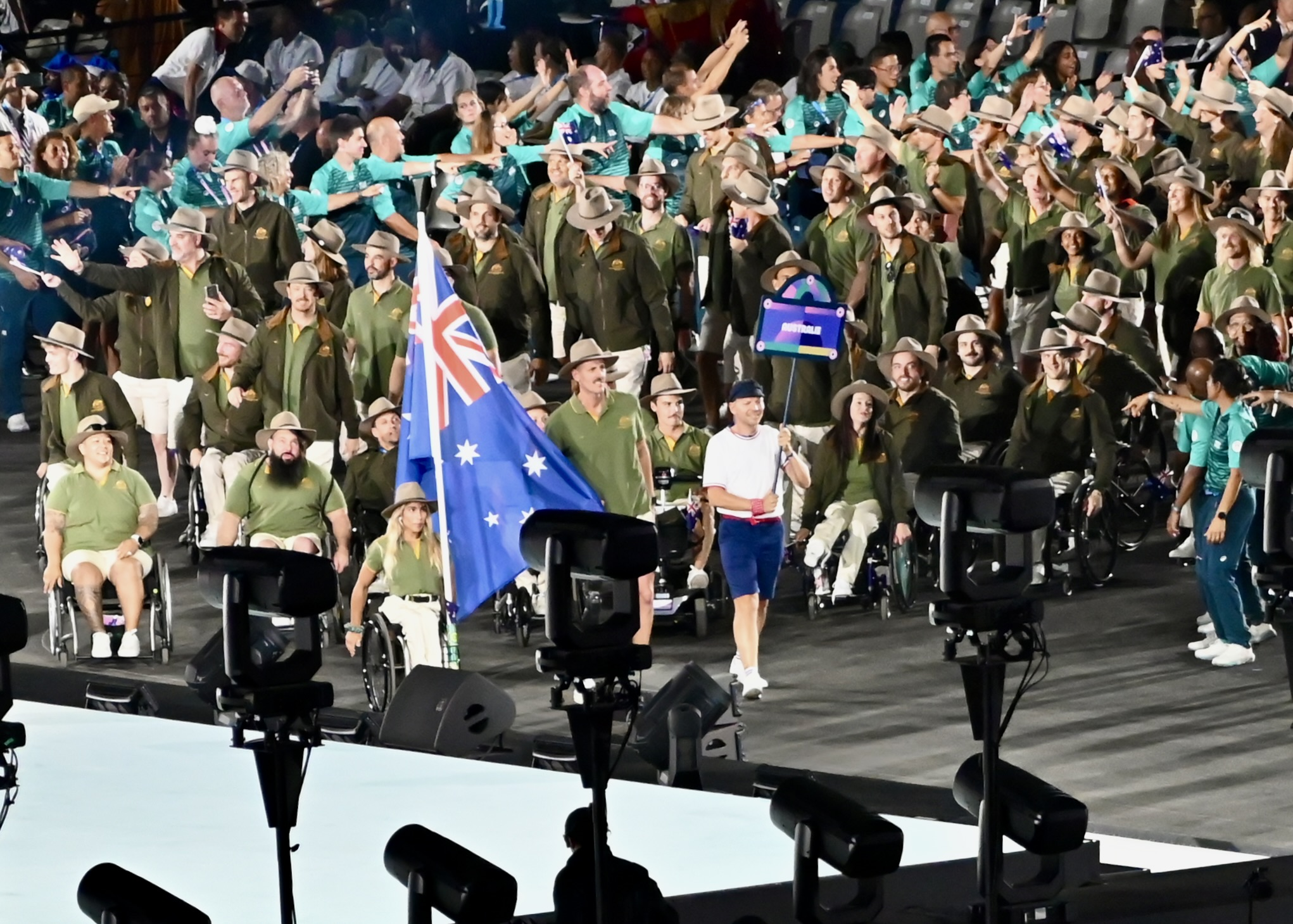
Défilé des représentants de l'Australie.
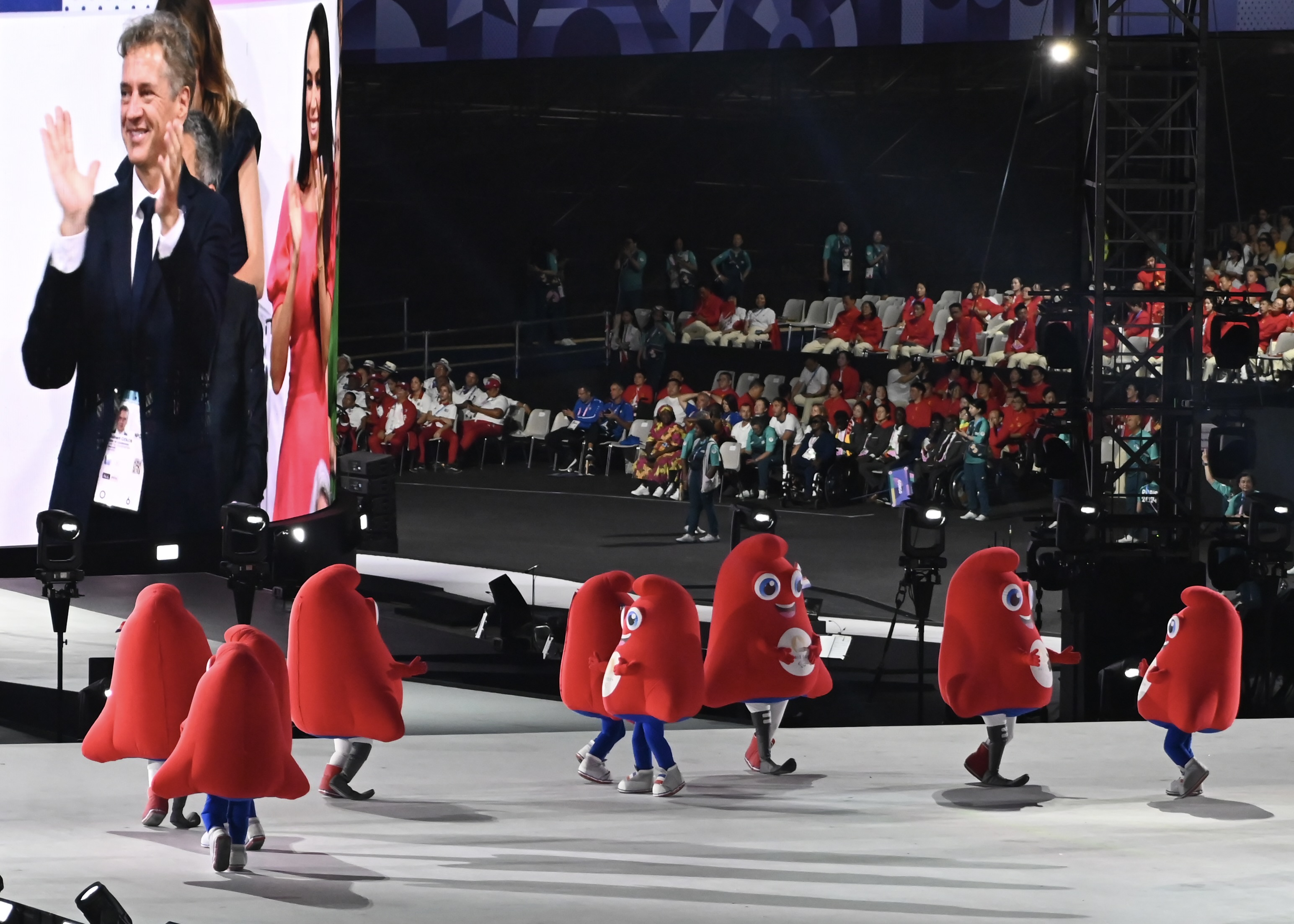
Danse des mascottes.
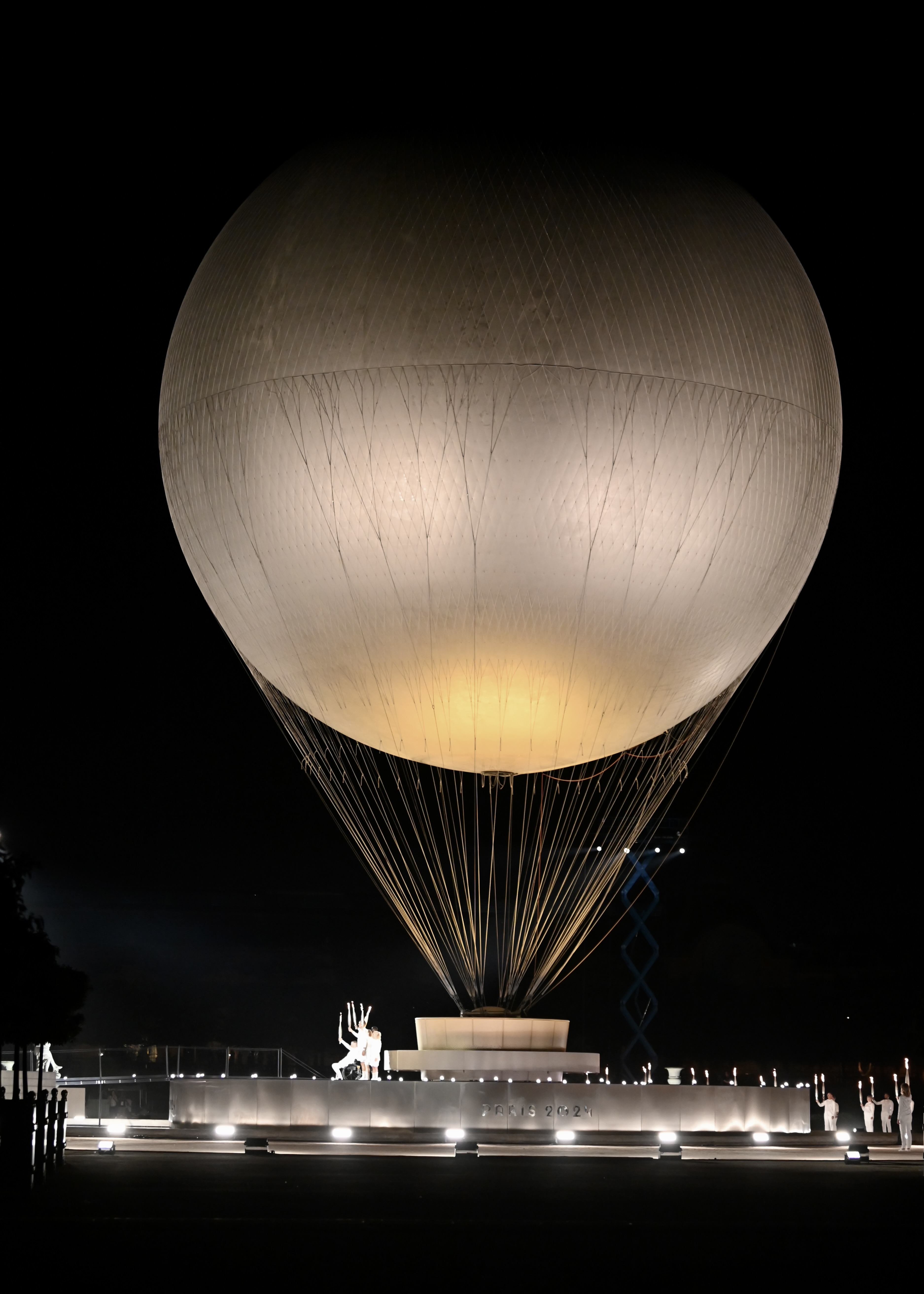
La vasque s'élevant.

## Réception

### En France
La cérémonie d'ouverture a reçu un accueil globalement positif dans la presse française.
Le quotidien sportif L'Équipe salue notamment « une cérémonie puissante sur le thème de l'inclusion ».

### Dans le monde
Le spectacle a également reçu un accueil globalement positif dans la presse internationale.
Au Royaume-Uni, The Guardian parle d'une cérémonie « touchante », ponctuant un « voyage de la discorde à la concorde ». Le quotidien britannique salue notamment la prestation du danseur sud-africain amputé d’une jambe Musa Motha, qui a illuminé la « sportographie » proposée. À l'image de la cérémonie d'ouverture des Jeux olympiques, le journal note que Paris a su garder « la même énergie et la joie qui caractérisent l'été historique de la ville ». Dans la même lignée, The Times note que Paris a offert une « parenthèse enchantée » aux téléspectateurs.
Aux États-Unis, le Los Angeles Times salue la prestation des danseurs et musiciens en situation de handicap qui « se sont produits en toute fluidité ».
Du côté de la presse belge, La Libre Belgique espère que cette cérémonie pourra aider à « changer notre regard sur les personnes en situation de handicap, encore trop souvent teinté de compassion maladroite ou d'admiration surfaite ».
En Allemagne, Die Zeit dresse une critique enthousiaste. Pour le quotidien, « la flamme plane à nouveau» sur Paris, « où la cohue est toujours aussi belle ».
En Suisse, Le Temps rend hommage au metteur en scène Thomas Jolly qui « est parvenu à donner un autre regard sur le handicap, grâce à la musique, la danse et à beaucoup d'émotions ».
En Espagne, le quotidien catalan El Periódico se montre cependant plus nuancé, mettant en avant un « excès d'émotions» qui a pu parfois « tuer l'atmosphère festive ».

### Distinction
L'ensemble des cérémonies d'ouverture et de clôture des Jeux olympiques et paralympiques est récompensé par la Victoire du concert lors des Victoires de la musique 2025.

## Audiences
En France, la cérémonie, diffusée sur France 2, réunit 10,17 millions de téléspectateurs, soit 52 % de part de marché.
À titre de comparaison, la cérémonie d'ouverture des Jeux paralympiques d'été de Tokyo en 2021 avait attiré 1,09 million de téléspectateurs français, soit dix fois moins.

## Liste des représentants présents
Plusieurs chefs d’État, de gouvernement et d’organisation internationale sont présents à Paris pour assister à cet événement.

### Nations
| Pays        | Personnalité | Titre |
| ----------- | --- | --- |
| Allemagne   | Frank-Walter Steinmeier Elke Büdenbender                                                                           | Président fédéral Épouse du président fédéral |
| Australie   | Sam Mostyn | Gouverneur général |
| Belgique    | Astrid Lorenz | Princesse de Belgique et membre honoraire du comité de direction du CIP Prince de Belgique |
| Canada      | Mary Simon | Gouverneur général |
| France      | Emmanuel Macron Brigitte Macron Gabriel Attal Amélie Oudéa-Castéra Anne Hidalgo Tony Estanguet Marie-Amélie Le Fur | Président de la République Épouse du président de la République Premier ministre (démissionnaire) Ministre des Sports et des Jeux olympiques et paralympiques (démissionnaire) Maire de Paris Président du Comité d'organisation des Jeux olympiques et paralympiques d'été de 2024 Présidente du Comité paralympique et sportif français |
| Islande     | Halla Tómasdóttir                                                                                                  | Présidente |
| Italie      | Sergio Mattarella                                                                                                  | Président de la République |
| Lituanie    | Gitanas Nausėda | Président de la République |
| Luxembourg  | Henri María Teresa                                                                                                 | Grand-duc Grande-duchesse |
| Monaco      | Albert II | Prince souverain |
| Royaume-Uni | Keir Starmer | Premier ministre |
| Slovénie    | Robert Golob | Président du gouvernement |
| Tchéquie    | Petr Pavel | Président de la République |

### Organisations internationales
| Organisation | Personnalité   | Titre     |
| ------------ | -------------- | --------- |
| CIP          | Andrew Parsons | Président |
| CIO          | Thomas Bach    | Président |